# Memoirer og Breve
Memoirer og Breve är ett danskt bokverk i serieform. 
Serien utkom i 51 band, utgivna av Julius Clausen och P.Fr. Rist (Köpenhamn 1905–1927, fotografiskt nytryck 1966–1974). Varje band har illustrationer och register.
Serien omfattar ett urval av kända och mindre kända danskars självbiografier och brevväxlingar. De i texterna omtalade personerna presenteras (så långt det har varit möjligt att identifiera dem) i fotnoter.